# Rabdion forsteni
Espèce
Rabdion forsteni est une espèce de serpents de la famille des Colubridae.

## Répartition
Cette espèce est endémique de Sulawesi en Indonésie.

## Étymologie
Cette espèce est nommée en l'honneur d'Eltio Alegondas Forsten (1811–1843).

## Publication originale
- Duméril, Bibron & Duméril, 1854 : Erpétologie générale ou histoire naturelle complète des reptiles. Tome septième. Première partie, p. 1-780 (texte intégral).